# 黄夷简
黄夷简（935年—1011年），字明举。福建福州人。
黄夷简曾仕于吴越，为明州判官。太平兴国初年（976～984年），随吳越忠懿王钱俶朝宋。钱俶死后，黄夷简归宋，为考功员外郎。累迁都官郎中。至道二年（996年），命直秘阁，判吏部南曹。咸平年间（998～1003年），召试翰林，累迁秘书少监。
黄夷简卒于大中祥符四年（1011年）。